# Allentown (Pensilvania)
Allentown es una ciudad situada en el condado de Lehigh, Pensilvania, Estados Unidos. Después de Filadelfia y de Pittsburgh, es la tercera ciudad con más habitantes de Pensilvania. En el censo del año 2020, la ciudad tenía una población total de 125,845 habitantes. Es la sede del condado de Lehigh.
Es la ciudad natal de la actriz Amanda Seyfried.

## Geografía
Localizado en los bordes del río Lehigh, Allentown es la más grande de las tres ciudades adyacentes que abarcan la región del este de Pensilvania conocida como el valle Lehigh, que abarca a los poblados de Bethlehem y de Easton.
Allentown está 60 millas (95 kilómetros) al norte de Filadelfia, la sexta ciudad más grande de los Estados Unidos, y 90 millas (145 kilómetros) al oeste de Nueva York, la ciudad más grande de Estados Unidos.
El parque Dorney, es un parque de atracciones altamente popular, está situado en las afueras Allentown. Además, dos universidades, Cedar Crest University y Muhlenberg University están situadas en Allentown.

### Clima
| Parámetros climáticos promedio de Allentown, Pensilvania (Aeropuerto Internacional del Valle Lehigh), normales 1991–2020 normals, extremos 1922–presente | Parámetros climáticos promedio de Allentown, Pensilvania (Aeropuerto Internacional del Valle Lehigh), normales 1991–2020 normals, extremos 1922–presente | Parámetros climáticos promedio de Allentown, Pensilvania (Aeropuerto Internacional del Valle Lehigh), normales 1991–2020 normals, extremos 1922–presente | Parámetros climáticos promedio de Allentown, Pensilvania (Aeropuerto Internacional del Valle Lehigh), normales 1991–2020 normals, extremos 1922–presente | Parámetros climáticos promedio de Allentown, Pensilvania (Aeropuerto Internacional del Valle Lehigh), normales 1991–2020 normals, extremos 1922–presente | Parámetros climáticos promedio de Allentown, Pensilvania (Aeropuerto Internacional del Valle Lehigh), normales 1991–2020 normals, extremos 1922–presente | Parámetros climáticos promedio de Allentown, Pensilvania (Aeropuerto Internacional del Valle Lehigh), normales 1991–2020 normals, extremos 1922–presente | Parámetros climáticos promedio de Allentown, Pensilvania (Aeropuerto Internacional del Valle Lehigh), normales 1991–2020 normals, extremos 1922–presente | Parámetros climáticos promedio de Allentown, Pensilvania (Aeropuerto Internacional del Valle Lehigh), normales 1991–2020 normals, extremos 1922–presente | Parámetros climáticos promedio de Allentown, Pensilvania (Aeropuerto Internacional del Valle Lehigh), normales 1991–2020 normals, extremos 1922–presente | Parámetros climáticos promedio de Allentown, Pensilvania (Aeropuerto Internacional del Valle Lehigh), normales 1991–2020 normals, extremos 1922–presente | Parámetros climáticos promedio de Allentown, Pensilvania (Aeropuerto Internacional del Valle Lehigh), normales 1991–2020 normals, extremos 1922–presente | Parámetros climáticos promedio de Allentown, Pensilvania (Aeropuerto Internacional del Valle Lehigh), normales 1991–2020 normals, extremos 1922–presente | Parámetros climáticos promedio de Allentown, Pensilvania (Aeropuerto Internacional del Valle Lehigh), normales 1991–2020 normals, extremos 1922–presente |
| Mes | Ene. | Feb. | Mar. | Abr. | May. | Jun. | Jul. | Ago. | Sep. | Oct. | Nov. | Dic. | Anual |
| --- | --- | --- | --- | --- | --- | --- | --- | --- | --- | --- | --- | --- | --- |
| Temp. máx. abs. (°C) | 22.2 | 27.2 | 30.6 | 33.9 | 36.1 | 37.8 | 40.6 | 37.8 | 37.2 | 33.9 | 27.2 | 22.2 | 40.6 |
| Temp. máx. media (°C) | 3.6 | 5.3 | 10.4 | 17.4 | 23.1 | 27.7 | 30.2 | 29.1 | 25.2 | 18.6 | 12.1 | 6.2 | 17.4 |
| Temp. media (°C) | -1.1 | 0.2 | 4.8 | 11 | 16.7 | 21.6 | 24.2 | 23.1 | 19.1 | 12.6 | 6.6 | 1.7 | 11.7 |
| Temp. mín. media (°C) | -5.7 | -4.9 | -0.8 | 4.6 | 10.3 | 15.5 | 18.2 | 17.1 | 12.9 | 6.6 | 1.2 | -2.9 | 6 |
| Temp. mín. abs. (°C) | -26.1 | -24.4 | -20.6 | -11.1 | -2.2 | 3.9 | 7.8 | 5 | -1.1 | -6.1 | -16.1 | -22.2 | -26.1 |
| Precipitación total (mm) | 83.8 | 70.4 | 92.2 | 93.2 | 92.7 | 111.8 | 134.6 | 115.8 | 122.9 | 105.2 | 82.3 | 98 | 1202.9 |
| Nevadas (cm) | 24.9 | 27.4 | 16 | 1.3 | 0 | 0 | 0 | 0 | 0 | 0.5 | 2.3 | 11.7 | 84.1 |
| Días de precipitaciones (≥ 0.2 mm) | 11.4 | 10.1 | 10.9 | 11.8 | 12.4 | 11.4 | 11.0 | 10.2 | 9.6 | 9.9 | 8.9 | 11.5 | 129.1 |
| Días de nevadas (≥ 0.2 cm) | 5.1 | 4.3 | 2.6 | 0.3 | 0.0 | 0.0 | 0.0 | 0.0 | 0.0 | 0.0 | 0.5 | 2.9 | 15.7 |
| Humedad relativa (%) | 70 | 66 | 62 | 61 | 66 | 68 | 70 | 72 | 74 | 72 | 70 | 71 | 69 |
| Fuente: NOAA (humedad 1981–2010) | | | | | | | | | | | | | |

## Historia
La ciudad de Allentown fue fundada por William Allen en 1762.

## Deporte
| Equipo                  | Deporte | Competición | Estadio        | Capacidad |
| Lehingh Valley IronPigs | Béisbol | IL          | Coca-Cola Park | 10.000    |

## Demografía
Según la Oficina del Censo en 2000 los ingresos medios por hogar en la localidad eran de $32,016 y los ingresos medios por familia eran $37,356. Los hombres tenían unos ingresos medios de $30,426 frente a los $23,882 para las mujeres. La renta per cápita para la localidad era de $16,282. Alrededor del 18.5% de la población estaba por debajo del umbral de pobreza.

## Allentown mencionada por la música
Billy Joel canta "Allentown", en referencia al fallecimiento de la industria de esta ciudad del este de Pensilvania.

## Deportes
Desde 1992 hasta 2008 se celebró anualmente en la localidad una carrera ciclista profesional llamada Lancaster Classic.

## Transporte
- Aeropuerto Internacional de Lehigh Valley